# 崔昌鎬
崔 昌鎬（チェ・チャンホ、朝: 최창호、英: ChangHo Choi、1964年2月10日 - ）は韓国のプロボクサー。ソウル出身。元IBF世界フライ級王者。1987年に韓国がIBFを脱退して以降最後の韓国人IBF世界王者。

## 来歴
1982年12月1日、崔はプロデビュー戦で4回判定負けを喫した。
1985年7月13日、崔は3年ぶりの復帰戦として黄三黄と対戦し3回KO勝ちを収め、これがプロ初勝利となった。
1986年5月18日、林賢士と対戦し8回判定負けを喫した。
1986年12月14日、朴寸青と対戦し2回KO勝ちを収めた。
1987年2月22日、韓国フライ級王者藩蔡鄭と対戦し10回判定勝ちを収め王座獲得に成功した。
1987年9月5日、マニラケソンのアラネタ・コロシアムでIBF世界フライ級王者ドディ・ボーイ・ペニャロサと対戦し、11回2分7秒大逆転KO勝ちを収め王座獲得に成功した。
1988年1月16日、マニラのリザール・メモリアル・スポーツ・コンプレックスでローランド・ボホールと対戦し15回1-2(141-144、142-145、147-143)の判定負けを喫し初防衛に失敗し王座から陥落した。
1988年10月9日、ソウルのシェラトン・ウォーカー・ヒル・ホテルで世界ボクシング協会 (WBA)世界スーパーフライ級王者カオサイ・ギャラクシーと対戦したがキャリア初のKO負けとなる8回56秒TKO負けを喫し2階級制覇に失敗した。
1989年12月23日、1年2ヶ月ぶりの復帰戦でフェリックス・エネーロと対戦し8回判定負けを喫した試合を最後に25歳の若さで現役を引退した。

## 獲得タイトル
- 韓国フライ級王座
- IBF世界フライ級王座（防衛0）